# حمام الباشا

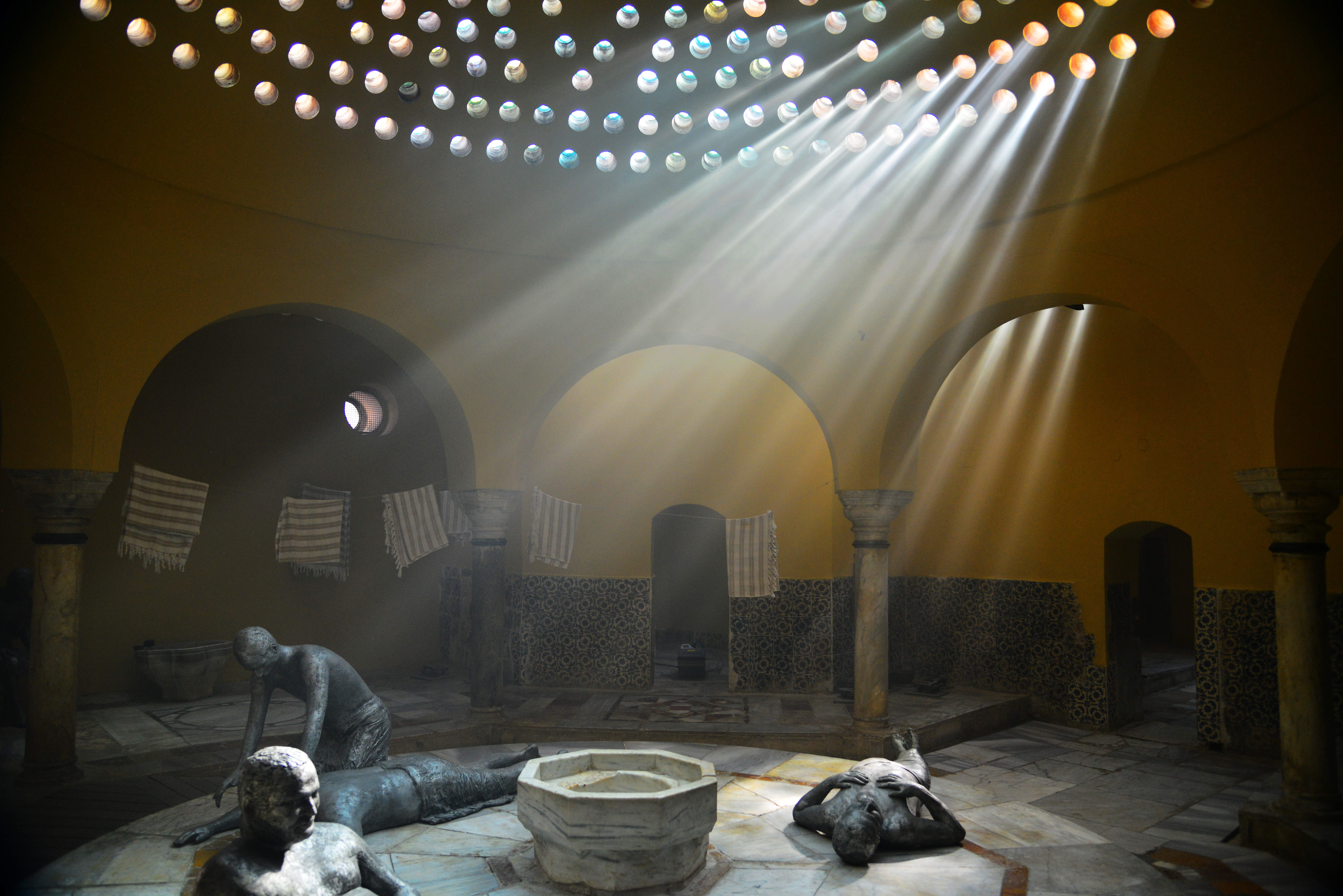
حمام الباشا في عكا

بنى أحمد باشا الجزار؛ حاكم عكّا «حمّام الباشا» في نهاية القرن الثامن عشر، وقد أطلق عليه في البداية اسم: «الحمّام الجديد» ليُستبدل الاسم بعد ذلك بـِ «حمّام الباشا» تكريمًا للجزّار. كان بناء الحمّام جزءًا من تحويل عكّا في الحقبة العثمانية وبيد الجزّار باشا أساسًا من قرية صيّادين صغيرة إلى مدينة ميناء، تُدار فيها حركة نشِطة وصاخبة من التجارة والبناء وقد عمل الجزّار في بداية حكمه على تطوير المدينة في مجالات كثيرة ومختلفة؛ حيث يُمكن أن نعدّ من بين صنائعه بناء قناة المياه التي نقلت مياه الينابيع إلى المدينة، بناء كاسر الأمواج للرسوّ الآمن في الميناء، وإنشاء مبانٍ مهمّة؛ مثل خان العمدان، الجامع الكبير في عكّا، قصره الفخم، والحمّام.

## المبنى

### غرفة الملابس الصيفية
هذه هي القاعة الأولى التي ستدخلون إليها من الساحة. هناك كان يخلع مرتادو الحمّام ملابسهم، يتركونها، يلتفّون بالمناشف الخاصّة، ينتعلون قباقيب الحمّام، ويدخلون إلى غرف العلاجات والأبخرة. وبعد الاستحمام والعلاجات المختلفة، كانوا يعودون إليها للاستراحة والهدوء.

### الغرف البينيّة الأربع
الموجودة بين الغرفة الباردة والغرفة الساخنة – الغرفة الفاترة، استُخدمت للعلاجات والفعّاليّات المختلفة؛ بدءًا من علاجات التجميل، المعالجة والدلك، وانتهاء بحفلات العزّاب والعوازب وتحضير المنجبة للولادة.

### جوهر الحمّام
غرفة الأبخرة؛ شملت الغرفة بركة ساخنة ومغطس أبخرة، يشمل حكّ، صَوْبَنة، ودلك الجسم والروح. الغرف الصغيرة من حول المِنصّة الرئيسية استُخدمت للعلاجات الخاصّة بالأثرياء والمقرَّبين.
طَوال نحو مائة وخمسين سنة، من يوم إنشائه حتى حرب الاستقلال، عام 1948، عمل الحمّام كمُستحَمّ فعّال. هذا وبالإضافة إلى وظيفته الدينية الخاصّة بتطبيق فرض الطهارة قبل الصلاة، لعب الحمّام دورًا معتبَرًا في جميع مجالات الحياة، تقريبًا، في المدينة العثمانية. فقد كان بمثابة مكان للقاءات الاجتماعية، للاستراحة، للتنزّه، والاحتفالات؛ كان مكان مكوث الأطبّاء والحلاّقين؛ كما استُخدم «مكان تدليل» لأثرياء المدينة. وباختصار، كان هذا هو المكان الذي تقع فيه الأحداث، وفيه يتحادثون حول آخر الأحداث – الأحداث التاريخية المهمّة، كما الأحداث التي هي عبارة عن قيل وقال (مقالات)، فقط.

## التجربة الانطباعية
التجربة الانطباعية لخادم الحمّام الأخير
تمثّل التجربة الانطباعية لخادم الحمّام الأخير توجّهًا جديدًا لعرض فصل من تاريخ عكّا – الحِقبة العثمانية فبدلاً من المُتحَف العرقيّ – التصويريّ (الإثنوغرافيّ) أو المُتحَف التاريخيّ، اخترنا أن نعرض فصولاً من هذه الحِقبة بطريقة قصصية – لبثّ الحياة في الحمّام، ولإشراك الزائر في القصص التي سُمعت بين جدرانه.
لقد أبدعنا قصّة إطار، مبنية على شخصيّات خرافية، وعلى سلسة خدّام حمّام خيالية، قاموا – على ما يبدو – بتشغيل الحمّام من يوم افتتاحه حتى موعد إغلاقه. لقاء خياليّ بين خمسة أجيال خدّام الحمّام يتمّ على مرأًى ومسمع من الزائر، وهو يشكّل «فرصة نادرة لا تتكرّر» للكشف عن القصص وأحاديث القيل والقال (المقالات) التي سُمعت بين جدران الحمّام، أو – إن شئتم – «تاريخ عكّا في الحِقبة العثمانية»، من خلال أعين عائلة عوّاد، التي انتقلت فيها وظيفة خادم الحمّام الرئيسيّ، «الباشا»، أبًا عن جِدّ، على امتداد أجيال.
التجربة الانطباعية مبنيّة من عناصر بصرية، ثابتة ومتحرّكة، ومن موسيقى تصويرية تمزج بين حياة الحمّام وقصص عكّا. الرسوم التوضيحية، بريشة الفنّانة طانيا سلوتسكي، تصف عكّا في الحِقبة العثمانية – الحياة اليومية، الأحداث التاريخية، وحياة الحمّام. الشخصيات المنحوتة المنصوبة في الغرف المختلفة تصف الفعّاليّات المميّزة للحمّام، خدّام الحمّام الذين زاولوا الأعمال المختلفة والأشخاص الذين استحمّوا ومكثوا فيه. أمّا ذروة التجربة الانطباعية ففي الغرفة الساخنة. حيث يدخل الزوّار إلى الغرفة المغطّاة بالأبخرة «ويلتقون» خادم الحمّام الأخير في أثناء عمله. الحاجّ بشير يحكّ، يدلك، يضرب ويُصَوْبِن زبائنه، بينما هو لا يتوقّف عن قصّ الحكايات، «المقالات»، ويشرح لمستمعيه (جمهور الزوّار في أيّامنا)، كيف يعمل الحمّام، ماهية وظيفته في حياة المجتمع، وكلّ ذلك على خلفية الأحداث التاريخية التي مرّت على عكّا في تلك الأيّام.
المبنى الهندسيّ والفضاءات المدهشة للحمّام، قمنا بإبرازها بوساطة إضاءة دراماتيكية؛ حيث تصبح جزءًا لا يتجزّأ من الحكاية والتاريخ. ندعوكم للانضمام إلينا لزيارة في الحمّام، كما كان عليه في الحِقبة التي كان يعمل فيها، التقاء الأشخاص الذين جسّدوا شخصيّته – خدّام الحمّام ومرتاديه، الاستماع منهم إلى تاريخ عكّا في حِقبتها العثمانية المزدهرة. يتمّ تفعيل التجربة الانطباعية بـ 8 لغات: (العبرية، العربية، الإنچليزية، الألمانية، الفرنسية، الإسبانية، الإيطالية، والروسية). يحصل الزائر على عازف إلكترونيّ باللغة التي يطلبها، لذا عليه ترك بطاقة معرِّفة، ستُردّ إليه في نهاية الزيارة.